# Nina Baym
Nina Baym (geboren am 14. Juni 1936 in Princeton, New Jersey als Nina Zippin; gestorben am 15. Juni 2018 in Urbana, Illinois) war eine amerikanische Literaturwissenschaftlerin.

## Leben und Werk
Baym studierte an der Cornell University (B.A. 1957), am Radcliffe College (M.A. 1958) sowie an der Harvard University (Ph.D. 1963). Nach ihrer Promotion begann sie 1963 ihre Lehrtätigkeit an der University of Illinois at Urbana-Champaign. 1967 wurde sie hier Assistenz-, 1972 dann ordentliche Professorin für Englische Literatur; von 1976 bis 1987 war sie zudem Leiterin (director) der Fakultät für Geisteswissenschaften. 2004 wurde sie emeritiert.
Insbesondere ihre Arbeiten zur amerikanischen Frauenliteratur und zur Geschichte des Feminismus werden breit rezipiert und trugen entscheidend zur Öffnung und Erweiterung des Kanons der amerikanischen Literatur bei. Ab 1985 war Baym Mitherausgeberin der Norton Anthology of English Literature, der Standardanthologie der Literatur in englischer Sprache. Im Jahr 2000 wurde sie für ihr Lebenswerk mit dem Jay B. Hubbell Award der Modern Language Association geehrt.
Sie war bis 1970 mit dem Physiker Gordon Baym und seit 1971 mit dem Literaturwissenschaftler Jack Stillinger verheiratet und starb am 15. Juni 2018 in Urbana. Ihre Kinder haben ebenfalls akademische Laufbahnen eingeschlagen.

## Werke
- The Shape of Hawthorne’s Career. Cornell University Press, Ithaca NY 1976.
- Woman’s Fiction: A Guide to Novels by and about Women in America, 1820–70. Cornell University Press, Ithaca NY 1978. 2., erweiterte Ausgabe: University of Illinois Press, Urbana IL 1993.
- Novels, Readers, and Reviewers: Responses to Fiction in Antebellum America. Cornell University Press, Ithaca NY 1984.
- American Women Writers and the Work of History. Rutgers University Press, Brunswick NJ 1995.
- Feminism and American Literary History: Essays. Rutgers University Press, Brunswick NJ 1992.
- American Women of Letters and the Nineteenth-Century Sciences. Rutgers University Press, Brunswick NJ 2002.
- Women Writers of the American West, 1833–1927. University of Illinois Press, 2011.